# Felix Winther
Felix Winther, né le 18 mai 2000 au Danemark, est un footballeur danois qui évolue au poste de milieu central au FC Fredericia.

## Biographie

### En club
Né au Danemark, Felix Winther est formé par l'un des clubs de la capitale danoise, le FC Copenhague. Il devient un membre important de l'équipe des moins de 19 ans du club, officiant notamment comme capitaine, mais ne joue toutefois aucun match avec l'équipe première du club. Le 27 juillet 2019 il s'engage en faveur du Fremad Amager, qui évolue alors en deuxième division danoise,. Il joue son premier match en professionnel avec ce club, le 27 juillet 2019, lors de la première journée de la saison 2019-2020, contre le Vejle BK. Il entre en jeu à la place de Réda Rabeï et les deux équipes se neutralisent (2-2 score final).
Le 6 octobre 2019, Winther inscrit son premier but en professionnel, lors d'une rencontre de championnat face au Nykøbing FC. Il est titularisé lors de ce match où les deux équipes se partagent les points (2-2 score final).
Le 17 décembre 2020, Winther entre en jeu à la place d'Olakunle Olusegun lors du huitième de final de coupe du Danemark 2020-2021 contre le Brøndby IF. Il participe ainsi à la victoire surprise de son équipe après prolongations (2-1 score final) face à l'une des meilleurs équipe du pays, et se qualifie ainsi pour les quarts de finales de la compétition,.
Le 12 mai 2021, Felix Winther rejoint la Norvège pour signer en faveur du Tromsø IL. Il s'engage pour un contrat courant jusqu'en juin 2024. 
Il découvre avec ce club l'Eliteserien, l'élite du football norvégien. Il joue son premier match pour Tromsø dans cette compétition le 24 mai 2021 face au Sandefjord Fotball. Il entre en jeu à la place de Moses Ebiye (en) et son équipe s'incline par trois buts à un. Winther inscrit son premier but pour Tromsø le 15 octobre 2022, à l'occasion d'une rencontre de championnat face à l'Odds BK. Il est titularisé et son équipe s'impose par trois buts à deux.
Le 21 août 2024, Felix Winther rejoint le FC Fredericia. Il signe un contrat de trois ans, soit jusqu'en juin 2027.

### En sélection
Felix Winther représente l'équipe du Danemark des moins de 19 ans. Il joue un total de trois matchs avec cette sélection en 2019.